# Говерс, Уильям
Уильям Говерс (англ. William Richard Gowers; 20 марта 1845 — 4 мая 1915) — английский невролог.
Член Лондонского королевского общества (1887).

## Биография
После окончания школы в Оксфорде поступил и успешно окончил университетский колледж Лондона. Изучал медицину под руководством знаменитого невролога Уильяма Дженнера.
В 1875 году женился. Имел двух дочерей и двух сыновей, один из которых стал писателем. В 1897 году ему был присвоен рыцарский титул. Умер в возрасте 70 лет в Лондоне.

## Научные достижения
Внёс большой вклад в развитие мировой неврологии.
Впервые в 1880 году описал передний спинально-мозжечковый путь (лат. tractus spino-cerebellaris anterior), который получил название пути Говерса. Первый нейрон этого пути начинается от проприорецепторов мышц, суставов, сухожилий и надкостницы и находится в спинномозговом ганглие. Второй нейрон — клетки заднего рога спинного мозга, аксоны которого переходят на противоположную сторону и поднимаются вверх в передней части бокового столба, проходят продолговатый мозг, варолиев мост, затем вновь перекрещиваются и через верхние ножки поступают в кору полушарий мозжечка, а затем в его зубчатое ядро.
В 1887 году диагностировал у одного больного, капитана Джилби, опухоль спинного мозга и рекомендовал оперативное вмешательство. Операция была проведена учеником Говерса Виктором Горслея. Таким образом благодаря Говерсу была произведена первая в мире операция по удалению опухоли спинного мозга.
В 1902 году описал одну из форм миопатии, которая впоследствии получила название миопатии Говерса-Веландера.
Именем Говерса назван ряд открытых и описанных им симптомов:
1. Расширение зрачка при освещении — признак нейросифилиса
2. Отсутствие сокращения мимической мускулатуры на стороне поражения лицевого нерва при насильственном выворачивании нижней губы больного, пытающегося удержать губы сомкнутыми
3. Появление боли в области головки малоберцовой кости при форсированном сгибании стопы — признак неврита седалищного или общего малоберцового нерва

Также Говерс описал поражения сетчатки при нефрите, изобрёл гемоглобинометр и издал ряд фундаментальных руководств по клинической медицине посвящённых эпилепсии, болезни Паркинсона и другим заболеваниям центральной нервной системы-"Руководство к болезням нервной системы",т.1,624 с., Спб, 1894, т.2, 1049 с., Спб, 1896.